# Sun Yiwen
Sun Yiwen (Yantai, 17 juni 1992) is een Chinees schermer.

## Carrière
Sun won in 2016 olympisch zilver met het degen team en brons individueel.
Individueel won Sun in Tokio olympisch goud.
Sun werd tweemaal wereldkampioen met het team.

## Resultaten

### Olympische Zomerspelen
| Jaar | Plaats         | Resultaten          |
| ---- | -------------- | ------------------- |
| 2016 | Rio de Janeiro | degen degen team    |
| 2021 | Tokio          | degen 4e degen team |

### Wereldkampioenschappen schermen
| Jaar | Plaats    | Resultaten |
| ---- | --------- | ---------- |
| 2013 | Boedapest | degen team |
| 2015 | Moskou    | degen team |
| 2017 | Leipzig   | degen team |
| 2018 | Wuxi      | degen team |
| 2019 | Boedapest | degen team |

1996: Laura Flessel ·
2000: Tímea Nagy ·
2004: Tímea Nagy ·
2008: Britta Heidemann ·
2012: Jana Sjemjakina ·
2016: Emese Szász ·
2020: Sun Yiwen ·
2024: Vivian Kong